# 彼得·罗伯逊 (马术运动员)
彼得·罗伯逊（英語：Peter Robeson，1929年10月21日—2018年9月29日），英国男子马术运动员。他曾代表英国参加1956年、1964年和1976年夏季奥林匹克运动会马术比赛，其中1956年和1964年奥运会各获得一枚铜牌。